# Gary Herbert
Gary Richard Herbert (American Fork, 27 mei 1947) is een Amerikaans politicus van de Republikeinse Partij. Tussen 2009 en 2021 was hij gouverneur van de staat Utah.

## Levensloop
Herbert studeerde aan de Brigham Young-universiteit, maar behaalde geen diploma. Na zijn studietijd diende hij zes jaar bij de Nationale Garde van de staat Utah. Hij bracht het tot de rang van sergeant. Na zijn periode bij de Garde zette hij een bedrijf op dat handelde in vastgoed en een bedrijf dat zich bezighield met kinderopvang.
Zijn politieke carrière begon toen Herbert werd gekozen als commissaris in de Utah County Commission in 1990. Hij had daar tot 2004 zitting in. In november 2003 begon Herbert zijn campagne voor het gouverneurschap van Utah. Een maand voor de Republikeinse conventie in april 2004 bundelde Herbert zijn krachten met zijn grootste concurrent Jon Huntsman en werd zijn running mate. Zij slaagden erin zittend gouverneur Olene Walker te verslaan en Herbert werd luitenant-gouverneur. In deze functie hield Herbert zich vooral bezig met de invoering van nieuwe campagneregelgeving.
Bij de gouverneursverkiezingen in 2008 hadden Huntsman en Herbert weinig tegenstand en werden zij met 77 procent van de stemmen herkozen.

### Gouverneurschap
In augustus 2009 trad gouverneur Huntsman vroegtijdig terug toen deze als de Amerikaanse ambassadeur in China werd benoemd. Herbert nam het gouverneurschap daarop waar, tot in 2010 speciale verkiezingen werden gehouden om te bepalen wie de termijn van Huntsman mocht voltooien. Herbert versloeg zijn Democratische opponent met gemak en werd begin januari 2011 ingezworen. Bij de algemene gouverneursverkiezingen in 2012 en 2016 werd Herbert met overmacht herkozen als gouverneur.
Herbert bekleedde het gouverneurschap van Utah in totaal bijna 11,5 jaar. In 2020 besloot hij zich niet nogmaals herkiesbaar te stellen. Zijn partijgenoot Spencer Cox, die sinds 2013 als luitenant-gouverneur gediend had, won dat jaar de verkiezingen en volgde Herbert in januari 2021 op als gouverneur.
- Gemeinsame Normdatei: 1177309696
- International Standard Name Identifier: 0000 0004 3482 3988
- Library of Congress Control Number: no2014075050
- Virtual International Authority File: 309564065
- WorldCat: E39PBJw93BprXXgt3whCBXJxDq